# Ola Aina
Temitayo Olufisayo Olaoluwa Aina (London, Anglia, 1996. október 8. –) angol születésű nigériai válogatott labdarúgó, jelenleg a Nottingham Forest játékosa.

## Pályafutása

### Chelsea
Aina 2007-ben csatlakozott a Chelsea U11-es csapatához. Az ificsapatban a 2012/13-as szezonban debütált, kezdőként pályára lépve az FA Youth Cup elődöntőjében és döntőjében is. Ifi pályafutása során a londoniak U18-as, U19-es és U21-es csapatában is megfordult. Az első csapatban 2014. július 19-én, egy AFC Wimbledon elleni barátságos meccsen mutatkozhatott be, Todd Kane sérülését követően. Kezdőként lépett pályára a meccsen, majd a félidőben lecserélték Branislav Ivanovićra.
A 2015/16-os idény előtt Aina ismét lehetőséget kapott a felkészülési meccseken, összesen három barátságos mérkőzésen játszva. Teljesítménye meggyőzte José Mourinhót, így felkerült az első csapat keretéhez az új szezonra. Ennek ellenére játéklehetőséget továbbra is csak az U19-es és U21-es csapatokban kapott. 2015. szeptember 23-án a cserék közé nevezték a Walsall elleni Ligakupa-meccsre, de nem állhatott be. Miután nem játszhatott tétmeccsen az első csapatban, az idény végén Aina elutasította a Chelsea szerződéshosszabbítási ajánlatát.
2016. július 6-án hosszabbított csapatával, ezzel véget vetve a jövője körüli találgatásoknak. Ezután bekerült a londoniak keretébe az ausztriai és amerikai felkészülési túrájára is, összesen hat meccsen játszva. Augusztus 23-án tétmeccsen is bemutatkozhatott a kék mezeseknél, kezdőként pályára lépve a Bristol Rovers ellen a Ligakupában.

## Válogatott pályafutása
Aina pályára lépett az angol U16-os, U17-es, U18-as, U19-es és U20-as válogatottban is. 2015-ben behívták az U21-es csapatba is, de játéklehetőséget nem kapott.

## Külső hivatkozások
- Ola Aina pályafutásának statisztikái a Soccerbase oldalon (angolul)